# Discographie de Faith No More
La discographie de Faith No More, un groupe de rock alternatif américain, se compose de sept albums studio, vingt-et-un singles, un album live, cinq compilations et quatre albums vidéo.
Le premier album de Faith No More, We Care a Lot, sort en 1985, produit par Mordam Records. Le groupe signe ensuite avec Slash Records et sort Introduce Yourself, leur deuxième album, en avril 1987. Peu après le groupe remercie le chanteur, Chuck Mosley, et le remplace par Mike Patton. Pendant la tournée de leur troisième album, The Real Thing, Faith No More enregistre son seul album live (Live at the Brixton Academy) et le single Epic se hisse en tête des charts australiens. En 1992 sort Angel Dust ; là encore le single Easy (reprise de Lionel Ritchie) se place en première position des ventes en Australie, et le single Midlife Crisis devient le morceau le plus diffusé sur les radios alternatives américaines. Le guitariste Jim Martin est à son tour remercié à la fin de la tournée et sera remplacé par Trey Spruance pour enregistrer le cinquième album King for a Day... Fool for a Lifetime en 1995. Leur album, Album of the Year (1997), sera le seul album de leur carrière à se classer en tête des ventes. Finalement, le groupe se sépare en 1998, et leur label publie plusieurs compilations, dont l'une contient l'inédit I Started a Joke - une reprise des Bee Gees - qui deviendra leur dernier single.
Après un hiatus de onze ans, le groupe se reforme pour une tournée en 2009.

## Albums

### Albums studio
| Année | Albums                                | Meilleur classement    | Meilleur classement    | Meilleur classement   | Meilleur classement    | Meilleur classement  | Meilleur classement    | Meilleur classement  | Meilleur classement   | Meilleur classement            | Meilleur classement | Meilleur classement  | Meilleur classement    |
| Année | Albums                                | Drapeau des États-Unis | Drapeau de l'Australie | Drapeau de l'Autriche | Drapeau de la Finlande | Drapeau de la France | Drapeau de l'Allemagne | Drapeau des Pays-Bas | Drapeau de la Norvège | Drapeau de la Nouvelle-Zélande | Drapeau de la Suède | Drapeau de la Suisse | Drapeau du Royaume-Uni |
| Année | Albums                                | US                     | AUS                    | AUT                   | FIN                    | FRA                  | GER                    | NLD                  | NOR                   | NZ                             | SWE                 | SWI                  | UK                     |
| ----- | ------------------------------------- | ---------------------- | ---------------------- | --------------------- | ---------------------- | -------------------- | ---------------------- | -------------------- | --------------------- | ------------------------------ | ------------------- | -------------------- | ---------------------- |
| 1985  | We Care a Lot                         | —                      | —                      | —                     | —                      | —                    | —                      | —                    | —                     | —                              | —                   | —                    | —                      |
| 1987  | Introduce Yourself                    | —                      | 57                     | —                     | —                      | —                    | —                      | —                    | —                     | —                              | —                   | —                    | 88                     |
| 1989  | The Real Thing                        | 11                     | 2                      | —                     | —                      | —                    | —                      | —                    | —                     | 48                             | 38                  | —                    | 30                     |
| 1992  | Angel Dust                            | 10                     | 4                      | 4                     | —                      | 4                    | 8                      | 22                   | 7                     | —                              | 18                  | 9                    | 2                      |
| 1995  | King for a Day... Fool for a Lifetime | 31                     | 2                      | 9                     | 22                     | —                    | 8                      | 8                    | 6                     | 3                              | 5                   | 7                    | 5                      |
| 1997  | Album of the Year                     | 41                     | 1                      | 5                     | 4                      | 17                   | 2                      | 31                   | 5                     | 1                              | 11                  | 16                   | 7                      |
| 2015  | Sol Invictus                          | 15                     | 2                      | 7                     | 1                      | 12                   | 4                      | 7                    | 2                     | 6                              | 27                  | 3                    | 6                      |

### Albums en concert
| Année | Albums                      | Meilleur classement    | Meilleur classement    | Meilleur classement   | Meilleur classement    | Meilleur classement  | Meilleur classement    | Meilleur classement  | Meilleur classement   | Meilleur classement            | Meilleur classement | Meilleur classement  | Meilleur classement    |
| Année | Albums                      | Drapeau des États-Unis | Drapeau de l'Australie | Drapeau de l'Autriche | Drapeau de la Finlande | Drapeau de la France | Drapeau de l'Allemagne | Drapeau des Pays-Bas | Drapeau de la Norvège | Drapeau de la Nouvelle-Zélande | Drapeau de la Suède | Drapeau de la Suisse | Drapeau du Royaume-Uni |
| Année | Albums                      | US                     | AUS                    | AUT                   | FIN                    | FRA                  | GER                    | NLD                  | NOR                   | NZ                             | SWE                 | SWI                  | UK                     |
| ----- | --------------------------- | ---------------------- | ---------------------- | --------------------- | ---------------------- | -------------------- | ---------------------- | -------------------- | --------------------- | ------------------------------ | ------------------- | -------------------- | ---------------------- |
| 1991  | Live at the Brixton Academy | —                      | 93                     | —                     | —                      | —                    | —                      | —                    | —                     | —                              | —                   | —                    | 20                     |

### Compilations & Rééditions
| Année | Albums                                                     | Meilleur classement    | Meilleur classement    | Meilleur classement   | Meilleur classement    | Meilleur classement  | Meilleur classement    | Meilleur classement  | Meilleur classement   | Meilleur classement            | Meilleur classement | Meilleur classement  | Meilleur classement    |
| Année | Albums                                                     | Drapeau des États-Unis | Drapeau de l'Australie | Drapeau de l'Autriche | Drapeau de la Finlande | Drapeau de la France | Drapeau de l'Allemagne | Drapeau des Pays-Bas | Drapeau de la Norvège | Drapeau de la Nouvelle-Zélande | Drapeau de la Suède | Drapeau de la Suisse | Drapeau du Royaume-Uni |
| Année | Albums                                                     | US                     | AUS                    | AUT                   | FIN                    | FRA                  | GER                    | NLD                  | NOR                   | NZ                             | SWE                 | SWI                  | UK                     |
| ----- | ---------------------------------------------------------- | ---------------------- | ---------------------- | --------------------- | ---------------------- | -------------------- | ---------------------- | -------------------- | --------------------- | ------------------------------ | ------------------- | -------------------- | ---------------------- |
| 1998  | Who Cares a Lot?                                           | —                      | 4                      | 46                    | —                      | —                    | —                      | —                    | 26                    | 10                             | —                   | —                    | 37                     |
| 2003  | This Is It: The Best of Faith No More                      | —                      | —                      | —                     | —                      | —                    | —                      | —                    | —                     | —                              | —                   | —                    | —                      |
| 2005  | Epic and Other Hits                                        | —                      | —                      | —                     | —                      | —                    | —                      | —                    | —                     | —                              | —                   | —                    | —                      |
| 2006  | The Platinum Collection                                    | —                      | —                      | —                     | —                      | —                    | —                      | —                    | —                     | —                              | —                   | —                    | 38                     |
| 2008  | The Works                                                  | —                      | —                      | —                     | —                      | —                    | —                      | —                    | —                     | —                              | —                   | —                    | —                      |
| 2009  | The Very Best Definitive Ultimate Greatest Hits Collection | —                      | —                      | —                     | —                      | —                    | —                      | —                    | —                     | —                              | —                   | —                    | —                      |
| 2015  | The Real Thing (Edition Deluxe 2CD)                        | —                      | —                      | —                     | —                      | —                    | —                      | —                    | —                     | —                              | —                   | —                    | —                      |
| 2015  | Angel Dust (Edition Deluxe 2CD)                            | —                      | —                      | —                     | —                      | —                    | —                      | —                    | —                     | —                              | —                   | —                    | —                      |

## Singles
| Année | Titre                                     | Meilleur classement    | Meilleur classement    | Meilleur classement    | Meilleur classement    | Meilleur classement   | Meilleur classement    | Meilleur classement  | Meilleur classement  | Meilleur classement   | Meilleur classement            | Meilleur classement | Meilleur classement  | Meilleur classement    | Titre de l'album                      |
| Année | Titre                                     | Drapeau des États-Unis | Drapeau des États-Unis | Drapeau des États-Unis | Drapeau de l'Australie | Drapeau de l'Autriche | Drapeau de la Finlande | Drapeau de la France | Drapeau des Pays-Bas | Drapeau de la Norvège | Drapeau de la Nouvelle-Zélande | Drapeau de la Suède | Drapeau de la Suisse | Drapeau du Royaume-Uni | Titre de l'album                      |
| Année | Titre                                     | US                     | US Main                | US Mod                 | AUS                    | AUT                   | FIN                    | FRA                  | NLD                  | NOR                   | NZ                             | SWE                 | SWI                  | UK ,                   | Titre de l'album                      |
| ----- | ----------------------------------------- | ---------------------- | ---------------------- | ---------------------- | ---------------------- | --------------------- | ---------------------- | -------------------- | -------------------- | --------------------- | ------------------------------ | ------------------- | -------------------- | ---------------------- | ------------------------------------- |
| 1988  | We Care a Lot                             | —                      | —                      | —                      | —                      | —                     | —                      | —                    | —                    | —                     | —                              | —                   | —                    | 53                     | Introduce Yourself                    |
| 1988  | Anne's Song                               | —                      | —                      | —                      | —                      | —                     | —                      | —                    | —                    | —                     | —                              | —                   | —                    | —                      | Introduce Yourself                    |
| 1989  | From out of Nowhere                       | —                      | —                      | —                      | 83                     | —                     | —                      | —                    | —                    | —                     | —                              | —                   | —                    | 23                     | The Real Thing                        |
| 1990  | Epic                                      | 9                      | 25                     | 2                      | 1                      | —                     | —                      | —                    | —                    | —                     | —                              | —                   | —                    | 25                     | The Real Thing                        |
| 1990  | Falling to Pieces                         | 92                     | 40                     | 12                     | 26                     | —                     | —                      | —                    | —                    | —                     | —                              | —                   | —                    | 41                     | The Real Thing                        |
| 1992  | Midlife Crisis                            | —                      | 32                     | 1                      | 31                     | 9                     | —                      | —                    | —                    | —                     | —                              | —                   | —                    | 10                     | Angel Dust                            |
| 1992  | A Small Victory                           | —                      | —                      | 11                     | 84                     | —                     | —                      | —                    | —                    | —                     | —                              | —                   | —                    | 29                     | Angel Dust                            |
| 1992  | Everything's Ruined                       | —                      | —                      | —                      | 63                     | —                     | —                      | —                    | —                    | —                     | —                              | —                   | —                    | 28                     | Angel Dust                            |
| 1993  | Easy                                      | 58                     | —                      | —                      | 1                      | —                     | —                      | —                    | 10                   | 2                     | —                              | 11                  | 9                    | 3                      | Angel Dust                            |
| 1993  | Another Body Murdered                     | —                      | —                      | —                      | —                      | —                     | —                      | —                    | —                    | —                     | 41                             | —                   | —                    | 26                     | Judgment Night OST                    |
| 1995  | Digging the Grave                         | —                      | —                      | —                      | 12                     | —                     | —                      | 23                   | —                    | 11                    | 16                             | 39                  | —                    | 16                     | King for a Day... Fool for a Lifetime |
| 1995  | Ricochet                                  | —                      | —                      | —                      | 58                     | —                     | —                      | —                    | —                    | —                     | —                              | —                   | —                    | 27                     | King for a Day... Fool for a Lifetime |
| 1995  | Evidence                                  | —                      | —                      | —                      | 27                     | —                     | —                      | —                    | 42                   | —                     | 38                             | —                   | —                    | 32                     | King for a Day... Fool for a Lifetime |
| 1997  | Ashes to Ashes                            | —                      | 23                     | —                      | 8                      | —                     | 7                      | —                    | —                    | 14                    | 39                             | —                   | 50                   | 15                     | Album of the Year                     |
| 1997  | Last Cup of Sorrow                        | —                      | 14                     | —                      | 66                     | —                     | —                      | —                    | —                    | —                     | 32                             | —                   | —                    | 51                     | Album of the Year                     |
| 1997  | Stripsearch                               | —                      | —                      | —                      | 83                     | —                     | —                      | —                    | —                    | —                     | —                              | —                   | —                    | —                      | Album of the Year                     |
| 1998  | This Town Ain't Big Enough for Both of Us | —                      | —                      | —                      | 69                     | —                     | —                      | —                    | —                    | —                     | —                              | —                   | 7                    | 40                     | Plagiarism                            |
| 1998  | I Started a Joke                          | —                      | —                      | —                      | 58                     | —                     | —                      | —                    | —                    | —                     | 38                             | —                   | —                    | 49                     | Who Cares a Lot?                      |

## Contribution Diverses

### Bandes originales
- 1991: Les Aventures de Bill et Ted: The Perfect Crime (Le guitariste Jim Martin a aussi un rôle dans le film)
- 1990: Gremlins 2, la nouvelle génération : Surprise! You're Dead!
- 1993: Judgment Night : Another Body Murdered (avec la Boo-Yaa Tribe)
- 1997: Tueurs à gages (Grosse Pointe Blank) : We Care A lot
- 2001: La Chute du faucon noir : Falling to Pieces
- 2004: Tony Hawk Underground 2 : Midlife Crisis
- 2004: Grand Theft Auto: San Andreas : Midlife Crisis
- 2004: Madden NFL 2005 : From Out Of Nowhere
- 2004: NHL 2004 : From Out of Nowhere
- 2007: Rock Band : Epic
- 2008: Burnout Paradise : Epic

### Contributions
- 1988: New Improved Song (sorti avec la seconde édition du magazine Sounds)

### Compilations hommages
- 2002: Tribute of the Year: A Tribute to Faith No More (États-Unis)